# Up (videogioco)
Up è un videogioco basato sull'omonimo film della Pixar, pubblicato il 26 maggio 2009. Il videogioco è stato prodotto da Disney Interactive Studios, Heavy Iron Studios e Pixar. Marc Vulcano, che ha lasciato Sony Pictures Imageworks in cui è stato  Senior Character Animator, era Senior Animation Director di questo videogioco. Questo è l'ultimo gioco di film Disney / Pixar che sarà pubblicato da THQ.

## Trama
La storia è incentrata su un anziano vedovo di nome Carl Fredricksen e di un giovane scout chiamato Russell che volano in Sud America in una casa sospesa da palloncini.

## Modalità di gioco
Up segue la trama del film, con Carl, Russell e Dug che camminano attraverso le giungle del Venezuela. Tutti i personaggi citati sono utilizzabili nel gioco. Il gioco contiene multi-player e combattimento aereo, oltre al gioco principale.
La versione PlayStation 3 del gioco è stata il primo gioco Pixar a supportare il sistema dei trofei.

## Classificazione
Le versioni Mac, PC, PS2, PSP, e DS hanno ricevuto una classificazione E per Cartoon Violence, mentre le versioni Wii, Xbox 360 e PS3 hanno ricevuto una classificazione E10+ per Animated Blood e Mild Cartoon Violence.

## Accoglienza
La critica di Up è stato abbastanza positiva, con un punteggio di 7 su 10 da entrambi IGN e GameDaily.

## Curiosità
Era il videogioco con il titolo più breve tra quelli disponibili su PlayStation 2.